# Gott House
Das Gott House ist ein Haus aus der Endphase der First Period (zwischen 1626 und 1725), das an der Kreuzung von Gott Avenue und Gott Lane in Rockport, Massachusetts steht. Das mit Holzbohlen gebaute und mit einem Mansarddach versehene Samuel-Gott-Haus wurde zwischen 1715 und 1730 errichtet und zeigt die Übergangsnatur der verwendeten Bautechniken; auch ist das Mansarddach kein in der First Period übliches Merkmal. Außerdem sind zwei Gauben vorhanden, die dem Bau einige Zeit später hinzugefügt wurden. Der älteste Teil des Hauses ist die rechte Seite mit dem heute zentralen Schornstein; dieser Gebäudeteil wurde später um die Räume links des Schornsteins verlängert. Im Innenraum sind die Ausstattung und Dekorationen aus jener Zeit erhalten. Das Haus ist seit seiner Erbauung im Besitz der Familie Gott, und es wurde über die Generationen hinweg an die heutigen Bewohner vererbt.
Samuel Gott hatte um das Jahr 1707 ein Grundstück am Kap in der Nähe von Flat Stone Cove östlich von Lane’s Cove erworben. Er lebte seit 1702 in der Gegend von Halibut Point.
Das Haus wurde am 9. März 1990 in das National Register of Historic Places eingetragen.

## Belege
1. ↑   The First Period. (Memento des Originals vom 9. Mai 2015 im Internet Archive)  Info: Der Archivlink wurde automatisch eingesetzt und noch nicht geprüft. Bitte prüfe Original- und Archivlink gemäß Anleitung und entferne dann diesen Hinweis. historicipswich.org.
2. ↑  First Period houses of Essex County. In: Stories From Ipswich. 24. Januar 2017, Abschnitt: RCP.7 Gott House, Gott Ave, Rockport MA c 1715 (storiesfromipswich.org).
3. ↑  NRHP nomination for Gott House. Commonwealth of Massachusetts, abgerufen am 18. Januar 2014.
4. ↑  History of the town of Rockport. As comprised in the centennial address of Lemuel Gott, M.D., extracts from the memoranda of Ebenezer Pool, Esq., and interesting items from other sources – Internet Archive S. 35 und 269.
5. ↑  Gott House. npgallery.nps.gov, abgerufen am 4. April 2017 (englisch).
6. ↑  National Register Information System. In: National Register of Historic Places. National Park Service, abgerufen am 15. April 2008 (englisch).